# Antybiotyki

Penicylina

Antybiotyki (z gr. ἀντί, anti „przeciw” i βίος, bios „życie”) – naturalne wtórne produkty metabolizmu mikroorganizmów, które działając wybiórczo w niskich stężeniach wpływają na struktury komórkowe lub procesy metaboliczne innych mikroorganizmów, hamując ich wzrost i podziały. Antybiotyki są przedmiotem badań auksanografii, stosuje się je jako najważniejsze środki w leczeniu wszelkiego rodzaju zakażeń bakteryjnych. Bywają także używane profilaktycznie przed zabiegami chirurgicznymi, w zapobieganiu zakażeniom bakteryjnym w przypadku osłabienia odporności, na przykład neutropenii, a także w profilaktyce bakteryjnego zapalenia wsierdzia. 

## Pochodzenie słowa
Nazwa odwołuje się do zabójczego dla żywych bakterii działania antybiotyków. Naukowcy wiedzieli już w XIX w., że niektóre organizmy przeciwdziałają rozwojowi bakterii. Zjawisko to nazwano antybiozą a termin ten wprowadził francuski bakteriolog Jean Paul Vuillemin. Antybiozę po raz pierwszy opisali w 1877 Louis Pasteur i Robert Koch, gdy zaobserwowali, że unosząca się w powietrzu pałeczka może hamować wzrost Bacillus anthracis. W 1947 leki, które są produkowane przez mikroorganizmy i zabijają lub hamują rozwój bakterii, zostały przemianowane na antybiotyki przez Selmana Waksmana, amerykańskiego mikrobiologa.
Obecnie termin „antybiotyk” jest stosowany do każdego leku, który zabija bakterie lub hamuje ich wzrost, niezależnie od tego, czy lek ten jest wytwarzany przez mikroorganizm, czy nie.

## Historia
Odkrycie pierwszego antybiotyku (penicyliny) zostało dokonane w 1928 roku przez Alexandra Fleminga, który zauważył, że przypadkowe zanieczyszczenie podłoża pleśnią Penicillium chrysogenum powstrzymuje wzrost kultur bakterii z rodzaju Staphylococcus.
Oprócz pleśni zdolnością wytwarzania antybiotyków wyróżniają się promieniowce i niektóre bakterie.
Wkrótce po odkryciu penicyliny pojawiły się następne antybiotyki: naturalne, półsyntetyczne i syntetyczne. Wprowadzenie antybiotyków do lecznictwa było przełomem dającym lekarzom oręż do walki z chorobami zakaźnymi, które do tej pory były przyczyną śmierci i chorób setek milionów osób.
Pod względem budowy chemicznej antybiotyki należą do różnych grup związków organicznych. Z tysięcy naturalnie występujących antybiotyków zaledwie kilkadziesiąt mogło być włączonych do leczenia ludzi i zwierząt. Pozostałe nie znajdują zastosowania w medycynie ze względu na toksyczność lub działania niepożądane.

## Zastosowania medyczne
Antybiotyki są stosowane w leczeniu lub zapobieganiu infekcjom bakteryjnym, a czasami infekcjom pierwotniakowym. (Metronidazol jest skuteczny przeciwko wielu chorobom pasożytniczym). Gdy podejrzewa się, że infekcja jest odpowiedzialna za chorobę, ale odpowiedzialny patogen nie został zidentyfikowany, podaje się antybiotyk o szerokim spektrum działania w oparciu o oznaki i objawy i jest rozpoczynane w oczekiwaniu na wyniki laboratoryjne, które mogą potrwać kilka dni.
Gdy odpowiedzialny mikroorganizm chorobotwórczy jest już znany, można rozpocząć terapię celowaną. Zazwyczaj wiąże się to z zastosowaniem antybiotyku o wąskim spektrum działania. Wybór podawanego antybiotyku może zmniejszyć koszty i toksyczność antybiotykoterapii, a także zmniejszyć możliwość pojawienia się oporności na środki przeciwdrobnoustrojowe. Antybiotyki mogą być podawane w przypadku niepowikłanego ostrego zapalenia wyrostka robaczkowego w celu uniknięcia leczenia operacyjnego.
Antybiotyki mogą być podawane profilaktycznie jako środek zapobiegawczy i jest to zwykle ograniczone do populacji zagrożonych, takich jak osoby z osłabionym układem odpornościowym (szczególnie w przypadku HIV, aby zapobiec zapaleniu płuc), osoby przyjmujące leki immunosupresyjne, pacjenci z rakiem i osoby poddawane zabiegom chirurgicznym, oraz u pacjentów z implantami, np. sztuczna zastawka serca (także wszczepiana przezskórnie). Ich zastosowanie w procedurach chirurgicznych ma pomóc w zapobieganiu infekcji. Odgrywają one ważną rolę w profilaktyce antybiotykowej zębów podczas procedury stomatologicznej wymagającej ingerencji w obrębie dziąseł, gdzie ich stosowanie może zapobiegać zakażeniom bakteryjnym.

## Formy podania antybiotyku
Antybiotyki mogą być stosowane w postaci:
- tabletek, kapsułek lub płynu do picia – można ich używać do leczenia większości łagodnych do umiarkowanych infekcji
- kremów, balsamów, sprayów i kropli – są często używane do leczenia infekcji skóry oraz infekcji oczu lub ucha
- zastrzyków – można je podawać w postaci injekcji domięśniowej lub dożylnej bezpośrednio do krwi i są stosowane w przypadku poważniejszych infekcji

## Mechanizm działania

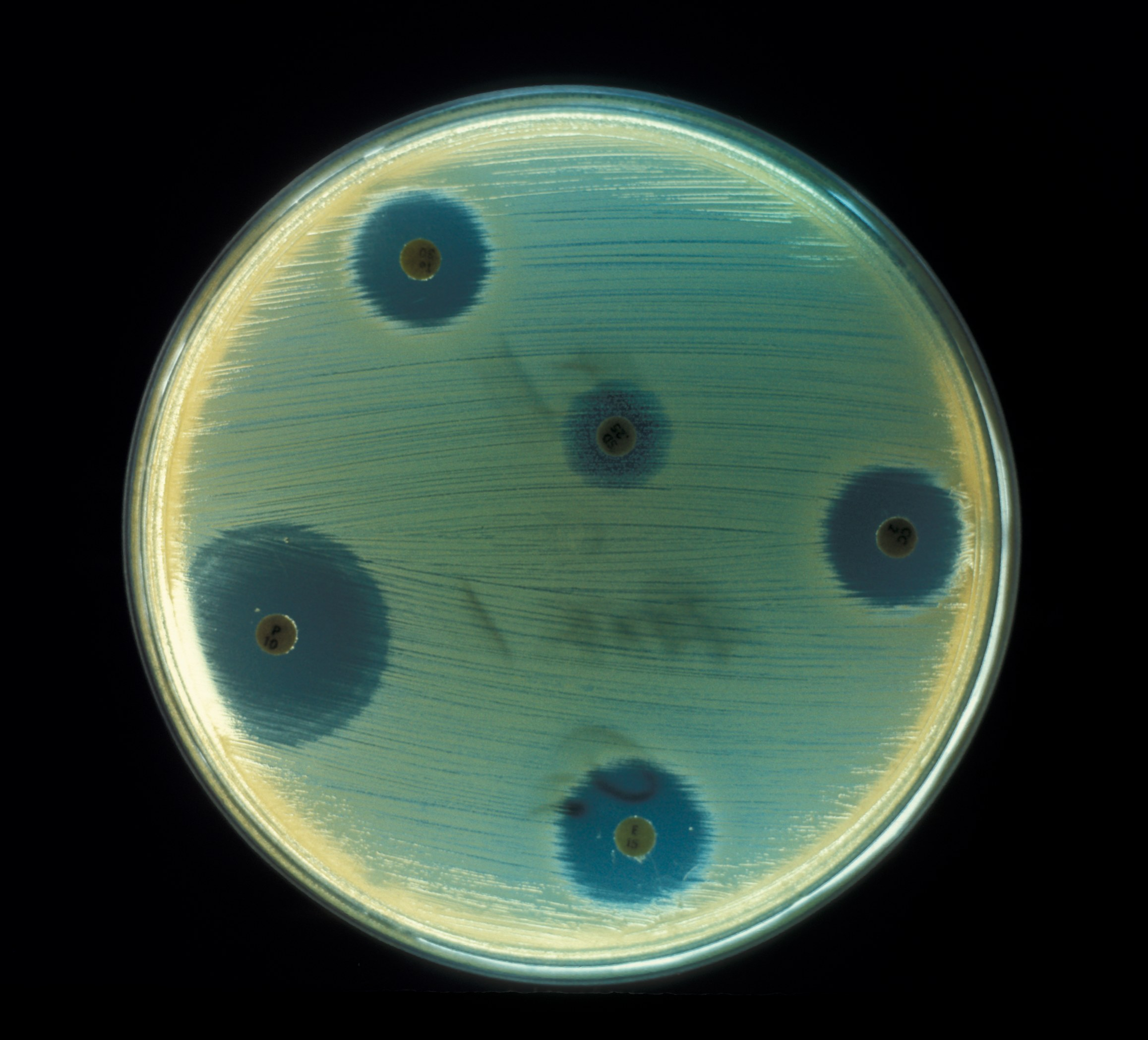
Staphylococcus aureus (hodowla na szalce Petriego; wokół płatków nasączonych testowanymi antybiotykami obszary bez wzrostu bakterii)

Działanie antybiotyków polega na powodowaniu śmierci komórki bakteryjnej (działanie bakteriobójcze) lub wpływaniu w taki sposób na jej metabolizm, aby ograniczyć jej możliwości rozmnażania się (działanie bakteriostatyczne), a bakterie niszczone są przez mechanizmy obronne chorego.
Leczenie chorób zakaźnych polega na zabiciu mikroorganizmów wywołujących chorobę. Trudność terapii, z którą borykali się lekarze przed erą antybiotyków polegała na tym, żeby znaleźć środek jednocześnie zabójczy dla chorobotwórczych bakterii i bezpieczny dla gospodarza.
Antybiotyki zazwyczaj zakłócają procesy metaboliczne mikroorganizmów. Penicylina działa poprzez uszkadzanie ściany komórkowej i ostatecznie niszczy bakterie. Podstawą terapii antybiotykami jest zasada selektywnej toksyczności Ehrlicha, zgodnie z którą antybiotykiem jest substancja, która w organizmie, w stężeniu niewykazującym większej toksyczności dla ludzi i zwierząt wyższych, powoduje uszkodzenie lub śmierć mikroorganizmów. Można to osiągnąć przez stosowanie substancji oddziałujących na takie struktury, które są obecne w komórkach mikroorganizmów, a których nie ma w organizmie człowieka lub występują w nim w innej formie.
Główne mechanizmy działania antybiotyków to:
- zakłócanie syntezy ściany komórkowej bakterii, np. penicylina[16]
- upośledzenie przepuszczalności błony komórkowej bakterii umożliwiających transport jonów[17], np. gramicydyna
- zakłócanie syntezy kwasów nukleinowych:
  - hamowanie biosyntezy folianów niezbędnych do syntezy DNA
  - hamowanie na różnych etapach, np. trimetoprym[18]
  - hamowanie działania topoizomeraz, np. cyprofloksacyna
- Zakłócanie syntezy białek, np. aminoglikozydy[19]

Osobnym problemem jest szkodliwość dla naturalnej flory bakteryjnej człowieka.

## Podział
(podział ze względu na budowę chemiczną)
Antybiotyki
- β-laktamy[21]:
  - penicyliny[14]:
    - penicyliny naturalne – penicylina benzylowa
    - penicyliny „przeciwgronkowcowe” – oksacylina, nafcylina, metycylina
    - aminopenicyliny – ampicylina, amoksycylina
    - karboksypenicyliny – tykarcylina
    - ureidopenicyliny – azlocylina
    - piperazylopenicyliny – piperacylina
    - amidynopenicyliny – mecylinam
    - temocylina

  - cefalosporyny (podział stanowiący połączenie tradycyjnych podziałów na 4–5 generacji lub 4 grupy)[22]:
    - cefalosporyny grupy 0 – cefradyna, cefprozyl
    - cefalosporyny I generacji – cefazolina - stosowane doustnie w zakażeniach skóry i tkanki podskórnej spowodowanych przez paciorkowce i gronkowce. Profilaktycznie podawana parenteralnie przed zabiegami kardiochirurgicznymi i ginekologicznymi[23]
    - cefalosporyny II generacji – cefuroksym, cefamandol, cefaklor
    - cefalosporyny III generacji nieaktywne wobec Pseudomonas aeruginosa – cefotaksym, ceftriakson
    - cefalosporyny III generacji aktywne wobec Pseudomonas aeruginosa – ceftazydym, cefoperazon
    - cefalosporyny IV generacji – cefepim, ceftan
    - cefalosporyny V generacji aktywne wobec Pseudomonas aeruginosa – ceftobiprol
    - cefalosporyny V generacji nieaktywne wobec Pseudomonas aeruginosa – ceftarolina
    - cefamycyny – cefoksytyna

  - monobaktamy – aztreonam
  - karbapenemy:
    - karbapenemy grupy I – ertapenem
    - karbapenemy grupy II – imipenem, meropenem, doripenem
    - karbapenemy grupy III – tomopenem

  - trinemy – sanfetrinem
  - penemy – faropenem
  - inhibitory β-laktamaz – same w sobie przeważnie nie mają aktywności bakteriobójczej, stosuje się je w połączeniu z innymi antybiotykami np. cefoperazon z sulbaktamem, amoksycylina z kwasem klawulanowym, piperacylina z tazobaktamem
- antybiotyki peptydowe
  - polipeptydy:
    - polimyksyny – kolistyna
    - gramicydyny
    - bacytracyna
    - fusafungina

  - streptograminy – chinuprystyna-dalfoprystyna
  - glikopeptydy:
    - I generacji – wankomycyna, teikoplanina
    - II generacji – orytawancyna

  - lipopeptydy – daptomycyna
  - glikolipopeptydy – dalbawancyna, telawancyna
  - glikolipodepsypeptydy – ramoplanina
- aminoglikozydy:
  - aminoglikozydy streptydynowe – streptomycyna
  - aminoglikozydy deoksystreptaminowe – gentamycyna, amikacyna, tobramycyna, netylmycyna
  - aminocyklitole – spektynomycyna
- tetracykliny[24]:
  - tetracykliny właściwe – doksycyklina
  - glicylocykliny – tygecyklina
- makrolidy:
  - 14-węglowe – erytromycyna, klarytromycyna
  - 15-węglowe – azytromycyna
  - 16-węglowe – spiramycyna
  - ketolidy – telitromycyna
  - 18-węglowe (tiakumycyny) – difimycyna
- linkozamidy – klindamycyna, linkomycyna
- amfenikole – chloramfenikol
- ryfamycyny – ryfampicyna, ryfaksymina
- pleuromutyliny – retapamulina
- mupirocyna
- kwas fusydynowy

Leki przeciwprątkowe (leczenie zakażeń wywołanych przez prątki, np. gruźlicy lub trądu:
- leki 1. rzutu – izoniazyd, ryfampicyna, pirazynamid, etambutol, streptomycyna
- leki 2. rzutu – etionamid, klofazymina, kanamycyna, kapreomycyna, amikacyna, tobramycyna, wiomycyna, kwas p-aminosalicylowy, cykloseryna, ofloksacyna, cyprofloksacyna, lewofloksacyna, moksyfloksacyna, klarytromycyna, azytromycyna, imipenem, cefoksytyna, doksycyklina, minocyklina, kotrimoksazol, tioacetazon, linezolid, ryfabutyna, ryfapentyna
- leki do leczenia trądu – dapson, acedapson, talidomid (tylko mężczyźni); w leczeniu trądu stosuje się także ryfampicynę i klofazyminę

Leki przeciwgrzybicze:
- antybiotyki polienowe – amfoterycyna B, nystatyna, natamycyna
- antybiotyki niepolienowe – gryzeofulwina
- leki azolowe:
  - leki imidazolowe – ketokonazol
  - leki triazolowe:
    - I generacji – flukonazol, itrakonazol
    - II generacji – worykonazol, rawukonazol, posakonazol (lek o najszerszym spektrum działania)
- echinokandyny – kaspofungina, anidulafungina, mikafungina
- allyloaminy – terbinafina
- 5-fluorocytozyna
- amorolfina
- cyklopiroks
- tolnaftat
- jodek potasu

Antybiotyki można podzielić również według innych kryteriów, mających większe znaczenie ze względu na zastosowanie antybiotyków w terapii. Leki te różnią się między innymi:
- Wchłanianiem po podaniu doustnym. Antybiotyki wchłaniają się z jelit w różnym stopniu. Powoduje to konieczność podawania niektórych antybiotyków dożylnie lub domięśniowo.
  - Antybiotyki dobrze wchłaniające się z przewodu pokarmowego: makrolidy, chloramfenikol, tetracykliny
  - Antybiotyki słabo wchłaniające się z przewodu pokarmowego: ampicylina, gryzeofulwina, linkomycyna
  - Antybiotyki niewchłaniające się z przewodu pokarmowego (konieczne jest podawanie pozajelitowe): cefalosporyny IV generacji, większość aminoglikozydów, polimyksyny, monobaktamy, karbapenemy
- Łatwością przenikania do tkanek. Niektóre antybiotyki po wchłonięciu do układu krążenia pozostają w łożysku naczyniowym i słabo przenikają do tkanek organizmu. Ogranicza to możliwość ich stosowania w niektórych zakażeniach – np. jeśli zakażeniu ulegną płuca, antybiotyk o niskiej zdolności penetrowania tkanek nie będzie skutecznie niszczył mikroorganizmów, gdyż jego stężenie w miejscu działania będzie zbyt małe. Czynnikami decydującymi o zdolności przenikania do tkanek są: lipofilowość cząsteczki antybiotyku, stopień wiązania z białkami krwi, pH w miejscu docelowym i wiele innych. Ze względu na łatwość przenikania do tkanek antybiotyki można podzielić na:
  - dobrze przenikające: tetracykliny, chloramfenikol, makrolidy
  - słabo lub średnio przenikające: polimyksyny, gentamycyna, streptomycyna
- Drogą wydalania. Większość antybiotyków jest wydalana przez nerki z moczem. Tylko niektóre są wydalane z żółcią. Ma to znaczenie terapeutyczne, gdyż dobierając antybiotyk trzeba uwzględnić współistniejące choroby pacjenta, takie jak niewydolność nerek – w takim przypadku antybiotyki eliminowane drogą nerkową mogą się kumulować w organizmie i powodować dodatkowe działania niepożądane.
  - Antybiotyki wydalane z moczem: gentamycyna, wankomycyna, wiomycyna, chloramfenikol
  - Antybiotyki wydalane z żółcią: ryfampicyna, makrolidy

## Działania niepożądane
Antybiotyki są lekami względnie mało toksycznymi, ich właściwości toksyczne są znacznie większe w stosunku do mikroorganizmu niż do organizmu gospodarza. Niemniej, niektóre antybiotyki mogą wywoływać działania niepożądane.
Wyróżnia się trzy główne grupy niepożądanych działań antybiotyków:
- Bezpośrednie działanie toksyczne jest charakterystyczne dla danej grupy antybiotyków lub konkretnego leku. Do najważniejszych działań toksycznych należą:
  - działanie nefrotoksyczne (na nerki) – wywołują je między innymi polimyksyny, aminoglikozydy[25]
  - działanie hepatotoksyczne (na wątrobę) – wywołują je między innymi tetracykliny[26], nowobiocyna[27]
  - działanie ototoksyczne (niszczą struktury ucha wewnętrznego) – wywołują je między innymi aminoglikozydy[25]
  - działanie toksyczne na szpik kostny – wywołuje je między innymi chloramfenikol[28]
- Reakcje uczuleniowe. Wiele antybiotyków wywołuje reakcje uczuleniowe. Ich siła i natężenie mogą być różne, od wysypek skórnych, przez obrzęki, duszność i gorączkę aż do wstrząsu anafilaktycznego (uczuleniowego) mogącego prowadzić nawet do śmierci. Najbardziej niebezpieczne są pod tym względem powszechnie stosowane penicyliny, dlatego przed ich podaniem powinno się wykonać test uczuleniowy[14][29].
- Dysbakteriozy i ich następstwa. Działaniem niepożądanym antybiotyków, zwłaszcza podawanych doustnie, jest możliwość zmniejszenia lub znacznego wytrzebienia naturalnej flory bakteryjnej człowieka. Konsekwencjami tego zjawiska mogą być zaburzenia trawienia i przyswajania składników odżywczych z nudnościami i/lub biegunką i następujące po tym niedobory (głównie witamin) oraz możliwość nadkażeń. Do nadkażeń może dochodzić w wyniku zajęcia przez obce, szkodliwe mikroorganizmy miejsca, w którym zazwyczaj żyją bakterie stanowiące naturalną, korzystną florę bakteryjną. Najczęściej są to zakażenia opornymi na antybiotyki gronkowcami lub pałeczkami lub zakażenia grzybicze. Tego typu nadkażenia mogą być bardzo niebezpieczne i prowadzić nawet do śmierci pacjenta[1][2][20][29].

## Interakcje antybiotyków
Antybiotyki mogą czasami wchodzić w interakcje z innymi lekami lub substancjami. Oznacza to, że mogą mieć działanie inne niż oczekiwane:
- podczas kuracji Metronidazolem unikać alkoholu nadal przez 48 godzin po zaprzestaniu przyjmowania metronidazolu lub tinidazolem unikać alkoholu nadal przez 72 godzin po zaprzestaniu przyjmowania tinidazolu (picie alkoholu z metronidazolem lub tinidazolem może powodować bardzo nieprzyjemne skutki uboczne, takie jak: ból brzucha, uderzenia gorąca, szybkie lub nieregularne bicie serca, ból głowy, zawroty głowy,senność
- ryfampicyna i ryfabutyna mogą zmniejszać skuteczność tabletki antykoncepcyjnej
- tetracykliny podawane razem z produktami nabiałowymi tracą swoją aktywność biologiczną, gdyż leki te chętnie łączą się z jonami wapnia, glinu, żelaza (chelatowanie)[24]

## Oporność na antybiotyki
Oporność na antybiotyki nie jest chorobą, ale cechą pewnych szczepów bakteryjnych, która umożliwia im przetrwanie w obecności antybiotyku. W zależności od pochodzenia, dzieli się ją na pierwotną (naturalna struktura bakterii uniemożliwiająca działanie leku) lub nabytą – na skutek nabycia genów oporności od innych bakterii lub spontanicznych mutacji. Oporność na środki przeciwdrobnoustrojowe jest w dużej mierze spowodowana niewłaściwym i nadmiernym stosowaniem środków przeciwdrobnoustrojowych.
Pojawienie się bakterii opornych na antybiotyki jest powszechnym zjawiskiem spowodowanym głównie nadużywaniem/niewłaściwym stosowaniem. Stanowi to zagrożenie dla zdrowia na całym świecie. Zakażenia wywołane przez bakterie oporne na antybiotyki mogą wymagać większej ostrożności, a także alternatywnych i droższych antybiotyków, które mogą również mieć poważniejsze skutki uboczne. Leczenie bakterii opornych na antybiotyki może również wymagać dożylnych antybiotyków podawanych w szpitalach zamiast doustnych antybiotyków, które pacjenci mogliby przyjmować w domu. Każdego roku prawie 5 milionów zgonów jest związanych z opornością na antybiotyki na całym świecie.
Częsta oporność wśród bakterii wiąże się z nieracjonalną antybiotykoterapią oraz zbyt dużym zużyciem tych leków w przemyśle spożywczym. W wielu krajach (np. USA) i w UE spowodowana jest stosowaniem środków przeciwdrobnoustrojowych u zwierząt służących do produkcji żywności. Dawki te są zbyt małe, aby zabić wszystkie bakterie, świetnie więc stymulują wyrobienie przez bakterie antybiotykooporności.
Antybiotyki takie jak penicylina i erytromycyna, które wcześniej miały wysoką skuteczność przeciwko wielu gatunkom i szczepom bakterii, stały się mniej skuteczne ze względu na zwiększoną oporność wielu szczepów bakterii.
Oporność może przybrać formę biodegradacji farmaceutyków, takich jak bakterie glebowe rozkładające sulfametazynę. Przetrwanie bakterii często wynika z dziedzicznej oporności, ale wzrost oporności na środki przeciwbakteryjne następuje również poprzez horyzontalny transfer genów. Transfer horyzontalny jest bardziej prawdopodobny podczas częstego stosowania antybiotyków.
Zdolności genetyczne drobnoustrojów skorzystały z nadużywania antybiotyków przez człowieka w celu wykorzystania każdego źródła genów oporności i każdego środka poziomej transmisji genów w celu opracowania wielu mechanizmów oporności na każdy antybiotyk wprowadzony do praktyki klinicznej, rolniczej lub innej.
Przykłady powszechnych bakterii opornych na wiele leków to:
- Metycylinooporny Gronkowiec złocisty (MRSA)
- Enterokoki oporne na wankomycynę lub Teikoplaninę (VRE)
- Enterobakterie wytwarzające beta-laktamazy o rozszerzonym spektrum działania (ESBL) (przykładami powszechnych Enterobacteriaceae są pałeczka okrężnicy i pałeczka zapalenia płuc
- Pałeczka ropy błękitnej oporna na wiele leków

Dwa główne obszary kontroli i zapobiegania oporności na środki przeciwdrobnoustrojowe to:
- rozważne stosowanie środków przeciwdrobnoustrojowych (tj. tylko wtedy, gdy jest to konieczne, w odpowiedniej dawce, w odpowiednich odstępach czasu i przez odpowiedni czas trwania);
- środki ostrożności higieniczne w celu kontroli krzyżowej transmisji drobnoustrojów opornych na środki przeciwdrobnoustrojowe (kontrola zakażeń), w tym higiena rąk, badania przesiewowe, izolacja itp.

## Wytwarzanie antybiotyków
Naturalne antybiotyki są produkowane przez niektóre gatunki grzybów, szczególnie pleśni Penicillium, oraz przez niektóre bakterie, np. z rzędu promieniowców. Na podstawie dotychczasowych badań ustalono, że 80% poznanych antybiotyków pochodzenia naturalnego to metabolity promieniowców. Syntetyzowane w ich organizmach antybiotyki nie są szkodliwe dla nich samych dzięki licznym mechanizmom obronnym.
Zdolność do wytwarzania antybiotyków jest ewolucyjnym przystosowaniem organizmów do życia w środowisku naturalnym. Daje posiadającym ją mikroorganizmom przewagę nad innymi, utrudniając wrażliwym szczepom wzrost i tym samym uniemożliwia im konkurowanie w walce o dostęp do pożywienia.

### Produkcja przemysłowa
Wraz z postępem w dziedzinie chemii medycznej przemysł medyczny koncentruje się na wytwarzaniu antybiotyków półsyntetycznych:
- skuteczniejszych – silniejszych w działaniu i wykazujących szerszy zakres działania
- trwalszych chemicznie
- odporniejszych na β-laktamazy
- tańszych w produkcji

Niektóre antybiotyki uzyskuje się na skalę przemysłową metodami syntezy chemicznej. Wiele z nich jest produkowanych metodami biotechnologicznymi w wielkich fermentorach (bioreaktorach) o pojemności ok. 50 do 300 m³. W bioreaktorach przeprowadza się reakcje biosyntezy antybiotyków naturalnych przez odpowiednie mikroorganizmy oraz reakcje biotransformacji. Biotransformacja (w syntezie antybiotyków) polega na przekształceniu jednych związków chemicznych (substratów) w inne (produkty) za pomocą enzymów formie czystej, mikroorganizmów lub komórek organizmów wyższych.
Produkt, jaki można otrzymać z danego substratu, zależy od wielu czynników. Najważniejsze z nich to:
- rasa mikroorganizmu
- pH
- stężenie substratu
- użyte do hodowli składniki odżywcze i inne warunki hodowli
- użyte dodatkowe substancje, np. inhibitory enzymów